# Distrito de Cosme
El Distrito peruano de Cosme es uno de los once distritos que conforman la Provincia de Churcampa, ubicada en el Departamento de Huancavelica,  bajo la administración del Gobierno Regional de Huancavelica, en la zona de los andes centrales del Perú.    Limita por el norte con la Provincia de Tayacaja y el Distrito de Chichihuasi; por el sur con el Distrito de Anco; por el este con el Distrito de Paucarbamba; y, por el oeste con la Provincia de Huancavelica. 
Desde el punto de vista jerárquico de la Iglesia católica, forma parte de la Diócesis de Huancavelica.

## Historia
Fue creado mediante Ley N.º 29538 del 7 de junio de 2010, en el segundo gobierno del Presidente Alan García.

## Geografía
La población total en este distrito es de 5035 habitantes y abarca una superficie de 106,43 km².
Su capital es la ciudad de Santa Clara de Cosme.

## Autoridades

### Municipales
- 2019-2022[3]
  - Alcalde: Héctor Ramón Breña Villafuerte, del Movimiento Independiente de Campesinos y Profesionales.
  - Regidores:

  1. Guillermo Chumbes Quispe (Movimiento Independiente de Campesinos y Profesionales)
  2. Serafín Fernando Guillén Quispe (Movimiento Independiente de Campesinos y Profesionales)
  3. Crisóstomo Gonzáles Condori (Movimiento Independiente de Campesinos y Profesionales)
  4. Alejandra Yaneth Taipe Enríquez (Movimiento Independiente de Campesinos y Profesionales)
  5. Sebastián Cárdenas Mayhua (Alianza para el Progreso)

Alcaldes anteriores
- 2015-2018: Alejandro Cárdenas
- 2011-2014:[4] Eduardo Leiva Pumacahua, Movimiento independiente Trabajando Para Todos (TPT).

### Policiales
- Comisario:  PNP.